# Reza Pahlavi iráni sah
Reza Pahlavi (perzsául رضا پهلوی; Perzsia, Szavádkuh, 1878. március 16. – Dél-afrikai Unió, Johannesburg, 1944. július 26.) Perzsia (Irán) sahja (uralkodott 1925. december 15-étől 1941. szeptember 16-áig), a Kádzsár-dinasztia hatalmának megdöntője volt. Katonatisztből vált brit támogatással hadügyminiszterré, miniszterelnökké, végül Ahmad sah lemondatásával magát neveztette ki uralkodóvá. Példaképe, Kemal Atatürk nyomdokain haladva diktatórikus eszközökkel próbálta meg végbevinni országa modernizációját. Németbarátsága miatt 1941-ben brit és szovjet csapatok támadták meg Iránt, a sahot pedig lemondatták fia, Mohammad Reza javára. Az első Pahlavi száműzetésben halt meg.

## Neve
Perzsiában Reza vezette be a kötelező vezetéknév-használatot, addig ez csak az arisztokrata családok sajátja volt. Ennek megfelelően amikor világra jött az alacsony sorból származó gyermek, először Reza Szavádkuhinak (سوادکوهي) nevezték szülőföldjéről. Később, amikor tiszt lett a perzsa hadseregben, a rangjelölő szócska tapadt a nevéhez, így lett Reza kán (خان), majd rangemelkedésével Reza kán mirpandzs (خان میرپنج). Hadügyminiszterként a Reza kán szardár szepáh (سردار سپاه) nevet viselve. Sahhá (شاه) előlépve, 1925-ben döntött úgy, hogy a Pahlavi (پهلوی) nevet veszi fel, ami egyfelől a középperzsa nyelvre utal, másfelől jelentése: hősi, dicső, archaikus. Uralkodása alatt Reza sah Pahlavinak nevezték, nevébe integrálva rangját is.

## Ifjúsága, katonai karrierje
Apja, Abbász Ali Hán a mázandaráni tartományi haderő ezredese, édesanyja pedig Iránban élő azeri volt. Tizenöt éves korában ő maga is katonának állt: először a mázandaráni ezredben, majd 1900-tól az ország elit haderejében, a perzsa kozákdandárban szolgált. A hatalmas termetű, kiváló, de brutalitásáról is ismert katona – egyszer állítólag egymaga végzett egy nomád törzzsel, így géppuskájáról „Reza Maximnak” nevezték – gyorsan emelkedett a ranglétrán. 1903-ban törzsőrmester, 1911-ben alhadnagy, 1912-ben pedig hadnagy lett. 1915-ben őrnaggyá léptették elő a géppuskás század élén, 1916-ban a hamadáni gyalogság alezredese lett. 1917-ben Teheránban, 1918-ban pedig Kermánsáhban vezetett egy-egy kozákezredet, 1919-ben pedig dandártábornokká léptették elő. 1920-ban az enzeli bolsevikok ellen harcolt, ekkor a kozák dandár főparancsnoka lett.
Eközben Perzsiában 1905-től kezdve forrongás és alkotmányozó mozgalom kezdődött, 1906-ban elfogadták az alkotmányt, és összeült a nemzetgyűlés (madzslesz). Mohammad Ali sah 1907-ben megkísérelte feloszlatni a parlamentet, mire 1909-ben megbuktatták. Eközben 1907-ben Nagy-Britannia és az Orosz Birodalom érdekszférákra osztotta az államot: a déli vidék brit, az északi pedig orosz ellenőrzés alá került. Az előbbin 1908-ban tárták fel a hatalmas kőolajkincset, amelynek kitermelését 1919-től az Anglo-Iranian Oil Company (AIOC, Angol-iráni Olajtársaság) látta el, elsősorban az európai szigetországnak hajtva hasznot.
A politikai bizonytalanság az első világháborúig eltartott, melyben Perzsia elvileg semleges maradt, de a britek és oroszok hadműveleteket folytattak a területén az Oszmán Birodalom ellen. 1917-ben azonban a kommunista hatalomátvétel hatására Oroszország kivonult, és a bolsevik kormány 1918-ban hivatalosan is lemondott a hatalmi igényeiről a térségben. Így 1919-ben Perzsia teljes egészében brit gyámság alá került; félő volt azonban, hogy az oroszországi polgárháború keretében kommunista befolyás alá kerül Irán egy része – 1920-ban az ellenzéki dzsangali mozgalomra támaszkodva meg is alakult a Perzsa Szovjet Szocialista Köztársaság. A tehetetlen sah helyett a britek részben a különféle nomád törzseket (kaskaik, bahtijárik) igyekeztek felfegyverezni, illetve az ország egyetlen valamelyest is használható hadereje, a kozák gárda vezetőjét, Reza Hánt választották ki arra, hogy rendezze a helyzetet.

## A hatalomátvétel
Reza tábornok brit támogatással 1921. február 21-én bevonult Teheránba, haderejére támaszkodva lemondatta a kormányt, és az új testületben hadügyminiszterré (szardár szepáh), illetve főparancsnokká nevezték ki, és tábornagyi rangot kapott. Ilyen minőségben már február 26-án szerződést kötött a Szovjet-Oroszországgal, amelyben az lemondott minden iráni igényéről, és ezt követően kemény fellépéssel leverte a giláni szakadárokat. 1923. október 26-ától már miniszterelnökként tevékenykedett, miután kiszorította a hatalomból Szajjed Ziá od-Din Tabátabáit, a britbarát kormányfőt, és rövidesen „európai gyógykezelésre” küldte a sahot. 1925 elején teljhatalmat kapott a nemzetgyűléstől, majd október 31-én a madzslesz kimondta a Kádzsár-dinasztia trónfosztását. Ekkor a politikus ideiglenes államfő lett, és bár példaképe, Atatürk nyomdokain haladva eleinte köztársasági államformában gondolkodott, a nemzetgyűlés jobbnak látta december 12-én sahhá nyilvánítani, részben abban a reményben, hogy ezzel az atatürkinél konzervatívabb uralkodásra számíthatnak. Reza Hán 1925. december 15-én fogadta el a rangot, esküt téve. 1926. április 25-én koronázták meg, ugyanekkor fia, a Svájcban nevelkedő Mohammad Reza a trónörökösi címet (nezám) kapta meg.

## Uralkodása
Amennyiben a britek egy befolyásolható bábnak vélték a sokáig analfabéta, műveletlen Reza Pahlavit, tévedtek. A sahnak igen határozott elképzelései voltak Irán vezetéséről: belpolitikai szempontból a modernizációt, külpolitikai tekintetben pedig a minden nagyhatalomtól való távolságtartást tekintette elsődleges célnak.

### Modernizáció – bármi áron

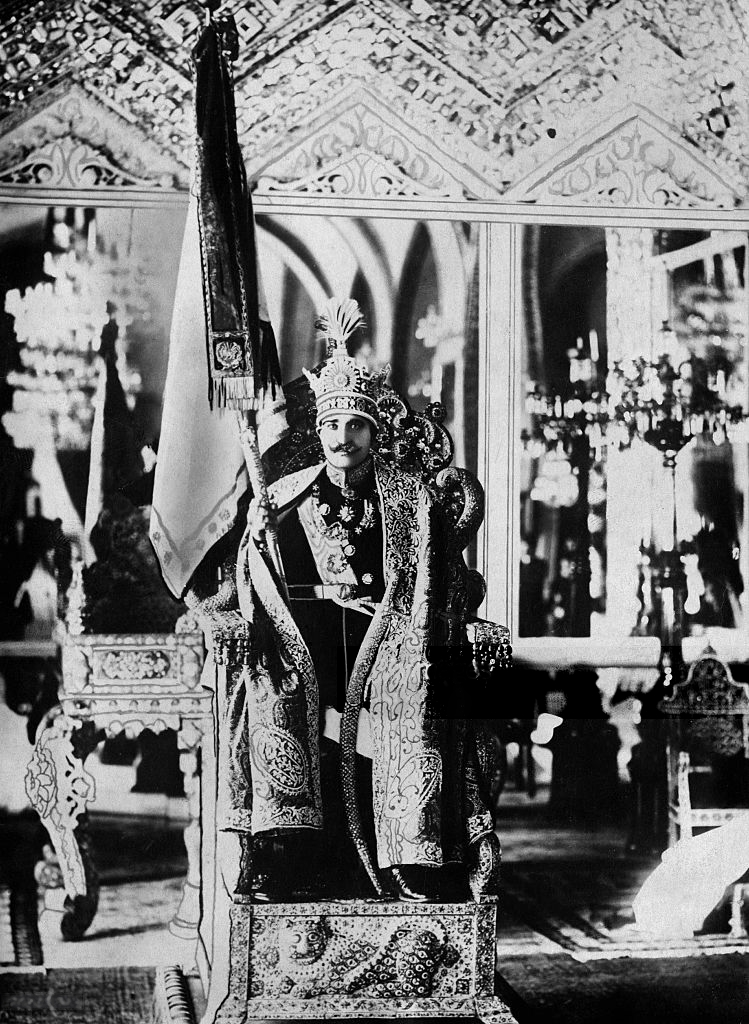
Reza sah koronázási fényképe

Reza sah hatalomátvétele idején Perzsia egy elmaradott, fejletlen gazdaságú, síita muszlim állam volt, melynek lakói nagyrészt vidéki földművesek voltak, de jelentős számú nomád népcsoport is élt itt. Az atatürki utat követve a sah mind a társadalmat, mind az államszervezetet, mind a gazdaságot meg kívánta reformálni – intézkedései azonban sok esetben a lakosság elnyomásával, és szabadságjogaik korlátozásával, olykor egyenesen terrorizálásával jártak. A sah nem egyszer személyesen járt el meglehetősen brutális módon. Reza sah, aki a honosított belga–bolgár alkotmányt maga sem tartotta be, teljes egészében a kezében tartotta a nemzetgyűlést, melynek ellenzéki tagjai – jobbára hajdani alkotmányozók és kommunisták – börtönben vagy száműzetésben végezték. A korábbi földbirtokos elit azonban nagyrészt az új uralkodó mellé állt, így megőrizhették földjeiket, és nem került sor birtokreformra vagy földosztásra.
A régi renddel szakítva eltörölték a hajdani címeket, helyette kötelezővé tették a vezetéknév-használatot. Mivel a sah a preiszlám Iránban találta meg ideálját, archaizáló névadás terjedt el, és a megnövekedett létszámú állami apparátus számára újonnan készült középületek is ókori perzsa stílusban épültek. 1935-ben a sah hivatalosan is szakított az iszlám időszakában elterjedt Perzsia (Fársz) elnevezéssel, az ősi, a középkor óta csak irodalomban használt Irán („az árják földje”) nevet felélesztve.
Iránban intenzív infrastrukturális fejlődés kezdődött: utak épültek, és az addigi minimális vasúthálózatot 1939-re sikerült kiegészíteni az 1394 kilométer hosszú transziráni vasúttá, mely helyi tőke felhasználásával épült, és a Kaszpi-tengert köti össze a Perzsa-öböllel. Mindehhez központi exportösztönző gazdaságpolitika társult, mely nagyban a sah monopóliumaira támaszkodott. Irán elsősorban mezőgazdasági termékeivel jelent meg a világpiacon, de az uralkodó a textilipar fejlesztéséért is sokat tett.
A központi hatalom megerősítésének eszköze a hadsereg volt, így a sah a költségvetés jelentős részét a fegyveres testületek megerősítésére és felszerelésére fordította. Szintén kötelezővé tette a nomád törzsi csoportok letelepülését, amit azok azonban a kedvezőtlen feltételek miatt nem tartottak be, ráadásul felfegyverkezve komoly biztonsági kockázatot jelentettek. Reza még miniszterelnök-főparancsnokként számolt le a brit kezelésben levő olajmezők felett diszponáló Hazal ibn Dzsáber szakadár huzesztáni arab tartományúrral (1924–1925), majd 1929–1934 között kellett Siráz vidékén súlyos harcokat vívnia a lurik és kaskaik ellen, akik az erőszakos letelepítéssel járó nyomorgás és járványok miatt lázadtak fel. Az atrocitások Reza sah egész uralkodása alatt állandósultak.
Reza sah még miniszterelnökként fogadtatta el a nemzetgyűléssel a naptárreformot. Az új, hidzsrától számított, de szoláris iráni naptár mindmáig használatban van. 1926-ban új büntető-, 1928-ban pedig új, európai jellegű polgári törvénykönyvet fogadtak el Perzsiában. Ezzel kiiktatták a mintegy 1300 éve használatos saríát, a muszlim jogtudósok és teológusok által irányított, iszlámra alapozott jogrendet. Az eset súlyos konfliktushoz vezetett az országban hagyományosan erős síita egyházzal, amit a sah további intézkedései csak fokoztak. A sah kötelező állami iskoláztatást hirdetett (több oktatási intézmény, így az ország első nyugati típusú egyeteme, a teheráni egyetem 1935-ös megalapítása is a nevéhez fűződik), kivéve a muszlim értelmiség kezéből a nevelést; sőt az egyháznak juttatott adományföldek (vakf) igazgatásába is beleszólt. Komoly konfliktusokhoz vezetett, amikor 1935-ben a sah felesége fátyol nélkül jelent meg a nyilvánosság előtt, és 1936-ban egyenesen megtiltották a női fátyolhordást. Az elégedetlenség az 1930-as évek második felében számos tüntetéshez és demonstrációhoz vezetett, amiket a karhatalom kegyetlenül elfojtott.

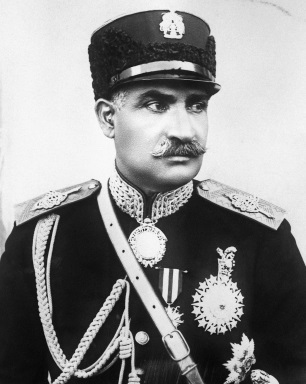
Reza Pahlavi iráni sah, hivatalos portré.
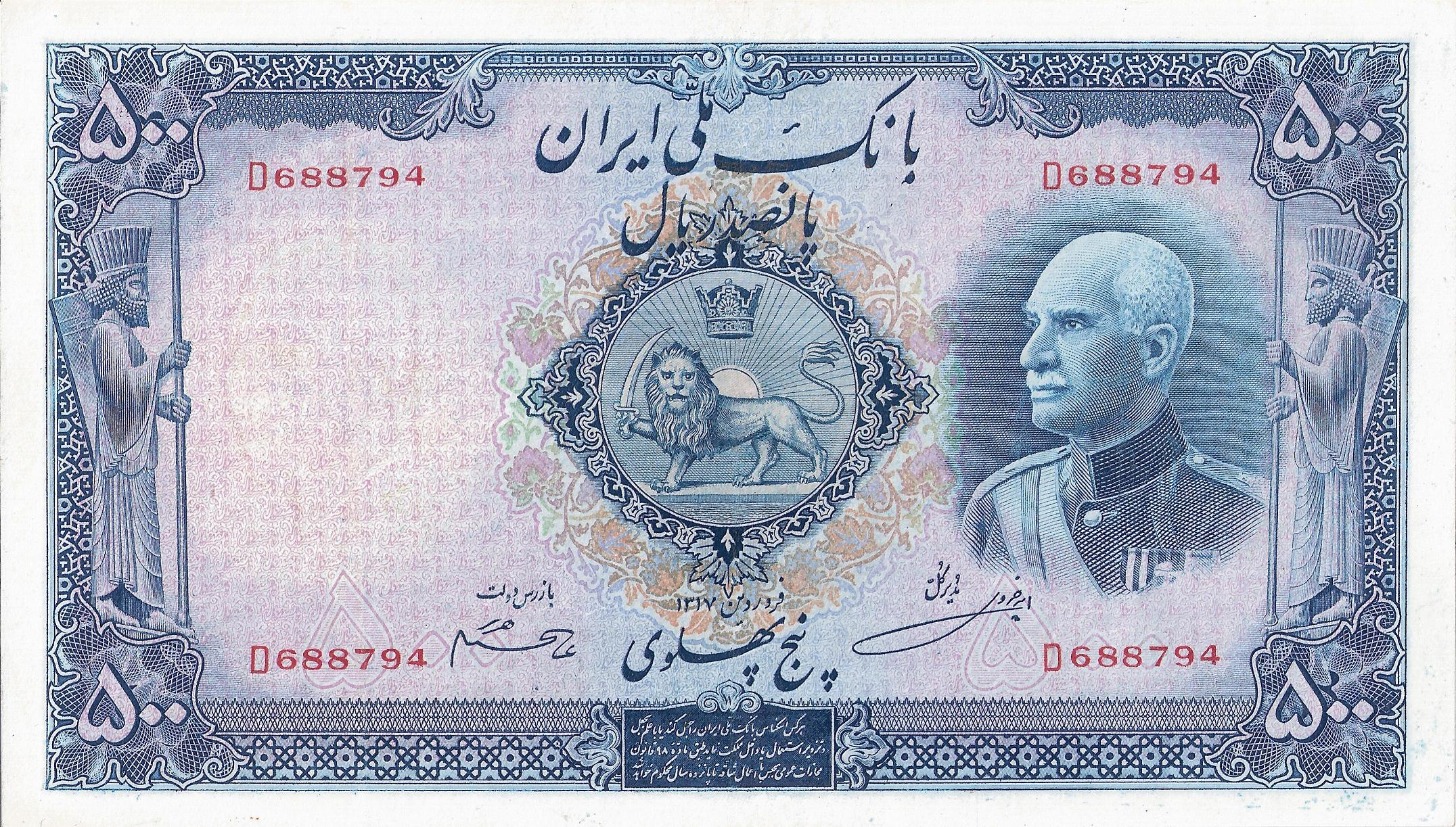
Iráni 500 riálos bankjegy Reza Pahlavi sah portréjával.
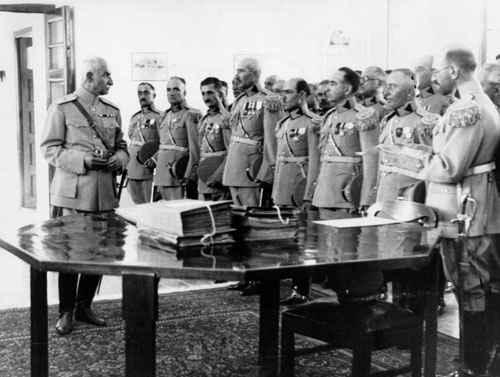
Reza Pahlavi sah tábornokai társaságában. Az erős hadsereg a kezdetektől a bukásig a Pahlavi dinasztia legfontosabb támasza volt.
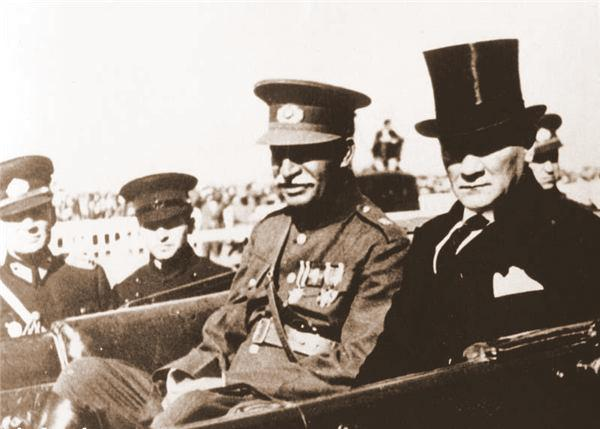
Reza Pahlavi sah példaképe, Mustafa Kemal Atatürk társaságában.

### Külkapcsolatok

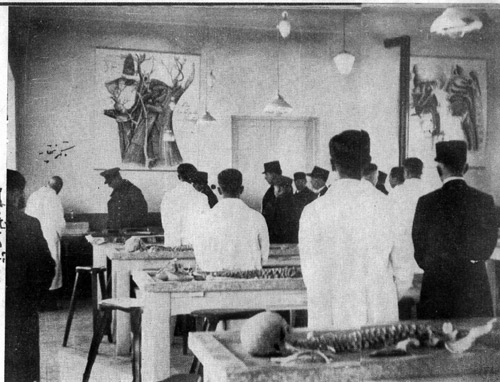
Reza sah a teheráni egyetem orvosi karának megnyitóján

A sah alapvetően függetleníteni akarta országát mindennemű külső befolyástól, elsősorban a térségben meghatározó britekétől és szovjet-oroszokétól. Ennek érdekében eltörölt minden korábbi kapitulációt, ami előjogokat biztosított a külföldiek számára. A brit gazdasági befolyással szemben csak mérsékelt sikerrel tudott fellépni, elvben némileg javítva az AIOC 1919-ben kikényszerített, Irán számára kedvezőtlen olajkitermelési feltételeken, így egy névleges 50-50%-ot sikerült kiharcolnia a nyereségmegosztás terén. A valóságban azonban továbbra is elsősorban a szigetország számára hajtott hasznot a cég, viszont az akció sikeresen megrontotta a felek viszonyát.
A sahnak közelebbi léptékben az volt a célja, hogy biztosítsa a békét reformtörekvései számára. Egyetlen külföldi útját 1934-ben tette, méghozzá példaképénél, Mustafa Kemal Atatürk török elnöknél. Törökországgal mindvégig jó kapcsolatokat ápolt; 1937. július 8-án Afganisztánnal és Irakkal egyetemben a Török Köztársaság és Irán is aláírta az egymás határait garantáló és kölcsönös segítségnyújtási kötelezettséget ígérő szaadábádi szerződést a teheráni Szaadábád-palotában. (Egyúttal az 1932-ben kiújult iraki határvitát is megoldották: Irán némi területgyarapodást ért el Ábádánnál a Satt el-Arabon.)
Reza eleinte az Amerikai Egyesült Államokra számított potenciális támogatóként – korábban már volt példa arra, hogy az USA beavatkozott az oroszok ellenében a perzsa pénzügyekbe –, de az első világháborút követő izolacionista politika, illetve a nagy gazdasági világválság és hatásai miatt nem ért el tartós sikert. Így aztán hamarosan az Európában rohamosan megerősödő hitleri Németországra terelődött figyelme, melynek diktatórikus berendezkedése is vonzó volt számára. 1936-ban a német gazdasági csúcsminiszter, Hjalmar Schacht Teheránba látogatott, ahol a közös árja származásra alapozva gazdasági szerződést kötött a sahhal. A megállapodás hozadékaként komoly gazdasági segítség és számos német szakember (és ügynök) érkezett Iránba, melynek nyersanyagtermelését Berlin kedvező áron vásárolta fel. A németek segédkeztek az oktatás megújításában, részt vettek a transziráni vasút megépítésében, és 1938-ban a német kézbe került Škoda kézifegyvergyárat nyitott Teherán mellett.
Ilyen körülmények között nem csoda, hogy félő volt: a második világháborúban semlegességet deklaráló sah hamarosan német oldalon lép a háborúba, német kézre juttatva a hatalmas iráni kőolajkincset, főleg Rasíd Ali al-Kajláni iraki miniszterelnök németbarát puccsa (1941 márciusában), illetve a Barbarossa hadművelet megindulása után. A szövetségesek úgy döntöttek, véget vetnek a helyzetnek, és a brit és szovjet erők közös hadműveletben megszállták Iránt (1941. augusztus 25.).

## Bukása, hagyatéka
Az iráni haderő nem tudta felvenni a versenyt a két oldalról támadó, jóval erősebb ellenfelekkel szemben. A sah hamarosan fogságba esett, és szeptember 16-án lemondatták fia, a Svájcban nevelkedett Mohammad Reza javára. Az idős sahot először Mauritiusra, majd Dél-Afrikába küldték száműzetésbe, ahol 1944. július 26-án elhunyt. (Egyes feltételezések szerint megmérgezték.) Holttestét később visszaszállították Iránba, ahol a fia a „Nagy” (Bozorg) melléknévvel ruházta fel, és ünnepélyesen eltemettette a számára épült mauzóleumban. Ezt a monarchia bukása után, 1979-ben Szádek Halháli ajatollah vezetésével felrobbantották a forradalmi erők.
A fiatal Mohammad Reza apjához hasonlóan autokratikus módon kormányzott, de nála jóval gyengébb egyéniségnek bizonyult, és az atyai reformokat csak mértékkel folytathatta. A Pahlavi-dinasztia alapítója, bár súlyos áldozatok árán, de valóban megindította Iránt a modernizáció útján, és intézkedései eredményeképpen urbanizációs folyamatok indultak meg, új társadalmi csoportok alakultak ki, országát pedig sikeresen kivonta a korábbi, gyakorlatilag félgyarmatinak tekinthető státuszból.

## Házasságai, utódai

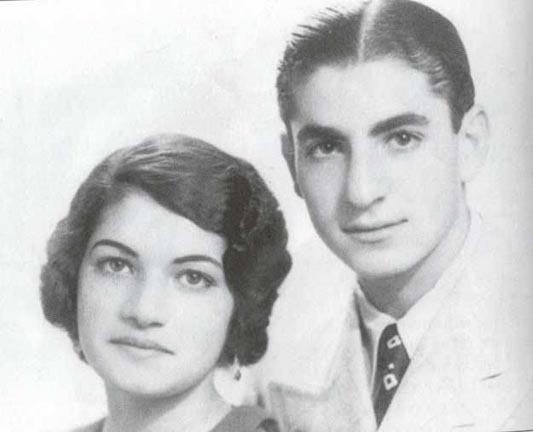
Mohammad Reza, a trónörökös és ikertestvére, Asraf Pahlavi

Először 1894-ben nősült. Választottja Marjam Hánum lett, aki 1904-ben hunyt el. Egyetlen gyermekük született:
- Fáteme Pahlavi (1903–1992) hercegnő

Második felesége az 1896-os születésű Tádzs ol-Moluk, a magas rangú Tejmur Tafdel Moluk tábornok lánya volt, aki 1982-ben halt meg leukémiában.
- Samsz Pahlavi (1917–1996) hercegnő;
- Mohammad Reza Pahlavi (1919–1980) trónörökös (nezám), majd sah;
- Asraf Pahlavi (1919–2016) hercegnő;[5][6]
- Ali Reza Pahlavi (1922–1954) herceg;

1922-ben Kamar ol-Molkot (1904–1995) vette feleségül, akitől egy gyermeke született, majd politikai okokból 1923-ban elváltak:
- Golám Reza Pahlavi (1923–2017) herceg;[7]

Reza sah negyedik felesége Eszmat Dovlatsáhi (1904–1995), a Kádzsár Modzsálal ad-Dovle herceg lánya volt, akitől öt gyermeke született:
- Abdol Reza Pahlavi (1924–2004) herceg, amerikai emigrációban halt meg, számos állatvédő testület tagja volt;
- Ahmad Reza Pahlavi (1925–1981) herceg, limfómában halt meg, Svájcban;
- Mahmud Reza Pahlavi (1926–2001) herceg, természetes halált halt;
- Fáteme Pahlavi (1928–1987) hercegnő;
- Hámid Reza Pahlavi (1932–1992) hercegi rangjától megfosztották, később Eszlámira változtatta a nevét. Börtönben halt meg Teheránban.[8]